# Else-Marthe Sørlie Lybekk
Else-Marthe Sørlie Lybekk (født 11. september 1978) er en norsk håndboldspiller, der i 2010 stoppede karrieren efter at have spillet blandt andet 215 landskampe for Norge og vundet en række medaljer med sit landshold.
Sørlie var blandt andet med til OL 2000 i Sydney, hvor Norge vandt bronze. Holdet vandt sin indledende pulje efter blandt andet at have besejret de senere guldvindere fra Danmark, men i semifinalen blev det til norsk nederlag til Ungarn. I kampen om tredjepladsen vandt Norge knebent 22-21 over Sydkorea.
Hun deltog også i OL 2008 i Beijing, hvor Norge vandt samtlige kampe i indledende pulje, og videre i turneringen var det kun Sydkorea, der gav holdet problemer i semifinalen, men med et sejrsmål scoret i sidste sekund til 29-28 sikrede dog finaledeltagelsen. I finalen var Norge ganske overlegne og vandt sikkert 24-17 over Rusland og sikrede sig dermed Norges første OL-guld i kvindehåndbold.